# 德拉巴西
德拉巴西（Dera Bassi），是印度旁遮普邦Patiala县的一个城镇。总人口15690（2001年）。

## 人口
该地2001年总人口15690人，其中男性8495人，女性7195人；0—6岁人口2059人，其中男1152人，女907人；识字率76.19%，其中男性为79.76%，女性为71.97%。